# Badoo
Badoo est un site de rencontre créé en mai 2006.

## Histoire
Le site de rencontre a été créé en 2006 par Andrey Andreev et lancé au Royaume-Uni. Bénéficiant d’un soutien financier de 30 millions de dollars, Badoo.com a dépassé la barre des 100 millions d’inscrits dans 180 pays, en moins de cinq ans.
En 2011, Badoo est le premier site de rencontre à proposer une application sur la plateforme Android. Toutes les fonctions du site y sont proposées avec un design plus allégé et adapté.
En 2013, Badoo revendique 200 millions d'inscrits à travers le monde. Il est le cinquième site de rencontres au monde, d'après Alexa Internet et comScore. Selon Alexa Internet toujours, le nom de domaine date du 16 mai 2003. Il fait régulièrement partie des cinq applications iPhone générant le plus de revenus dans le monde.

## Fonctionnement du site
L'inscription est gratuite mais de nombreuses fonctionnalités sont payantes. Badoo dispose donc d'un business model freemium : l'entreprise génère ses revenus grâce à des options payantes sous forme de crédits et de super pouvoirs qui permettent aux utilisateurs pour une période limitée de donner plus de visibilité à leur profil sur le site, offre un mode invisible ou encore un système de messagerie express.
Fin 2007, 20 % des 22 millions d'utilisateurs du site auraient utilisé cette fonctionnalité au moins une fois dans le mois.
Certaines fonctionnalités sont par ailleurs disponibles à condition d'avoir des photos sur son profil (au minimum trois). Lors de l'inscription, il est demandé le code de sécurité des comptes Messenger et Facebook. Si ce code est fourni par l'utilisateur, Badoo exploite alors les informations personnelles de l'utilisateur ; il transfère des photos sur le site Badoo / il affiche des pop-up sur les sites visités. Le site ne donne par ailleurs aucune possibilité de supprimer les contacts liés à l'adresse mail de l'utilisateur, importés sans son consentement.

## Abus
En 2009, une étude scientifique a classé Badoo comme le pire (en matière de respect des informations de la vie privée) des 45 sites de réseaux sociaux analysés.
Badoo a fait l'objet de plaintes pour des procédés considérés comme peu scrupuleux tels que le spam, la récupération et l'utilisation de données personnelles. En deux ans, la CNIL (Commission nationale de l'informatique et des libertés) a reçu près de 60 plaintes d'utilisateurs fichés à leur insu sur Badoo. Le site regorge par ailleurs de faux profils faussement vérifiés, le plus souvent liés à des organisations étrangères malveillantes, visant à escroquer l'utilisateur.